# Epiprocta
De Epiprocta vormen een onderorde van libellen. De onderorde werd voorgesteld door Lehmann in 1996 om de oorspronkelijke onderordes echte libellen (Anisoptera) en de oerlibellen (Anisozygoptera) te verenigen in één onderorde. De laatste groep was namelijk parafyletisch gebleken, met name voor wat betreft fossiele families. De echte libellen en de nog bestaande oerlibellen (nu Epiophlebioptera) zijn in deze indeling infraorden van de Epiprocta. De indeling wordt in ruime kring aanvaard, maar niet algemeen en is bijvoorbeeld niet overgenomen door Dijkstra et al. in hun overzicht.

## Infraorden
- Anisoptera (Echte libellen)
- Anisozygoptera (Oerlibellen)